# 刘宪棠
刘宪棠（1986年8月2日—），中国男子曲棍球运动员。他曾代表中国参加2008年夏季奥林匹克运动会曲棍球比赛，获得第十一名。他也在2006年亚洲运动会收获一枚银牌。